# Edwin Pérez
Edwin Pérez León (Pisco, 28 de septiembre de 1974) es un exfutbolista y entrenador peruano. Jugaba de centrocampista defensivo y actualmente dirige a Lolo Fernández de Puquio en la Copa Perú.

## Trayectoria
Se inició jugando en equipos de ligas distritales y de Copa Perú. También ha jugado en equipos de Segunda División (Alcides Vigo, Sport Agustino y Primera División (Melgar, Cienciano). En el 2006 fue transferido a la Universidad San Martín, club con el que ganó 2 campeonatos nacionales.
En el 2009 pasó al Club Sporting Cristal. Se mantuvo dos temporadas en el equipo celeste, desligándose del mismo a fines de 2010. Al año siguiente fichó por León de Huánuco, subcampeón del Descentralizado en ese entonces.

## Clubes

### Como jugador
| Club                            | País      | Año         |
| ------------------------------- | --------- | ----------- |
| San Martín de Porres (Pisco)    | Perú      | 1991 - 1992 |
| Sport Bolognesi (Pisco)         | Perú      | 1993 - 1994 |
| Deportivo La Esmeralda (Cañete) | Perú      | 1995        |
| Bella Esperanza                 | Perú      | 1995        |
| Deportivo La Esmeralda (Cañete) | Perú      | 1996        |
| Alcides Vigo                    | Perú      | 1996 - 1997 |
| Sport Agustino                  | Perú      | 1997        |
| Coronel Bolognesi               | Perú      | 1997 - 1999 |
| FBC Melgar                      | Perú      | 2000        |
| Cienciano                       | Perú      | 2000        |
| FBC Melgar                      | Perú      | 2001 - 2005 |
| San Martín de San Juan          | Argentina | 2006        |
| Universidad San Martín          | Perú      | 2006 - 2008 |
| Sporting Cristal                | Perú      | 2009 - 2010 |
| León de Huánuco                 | Perú      | 2011        |
| Universidad César Vallejo       | Perú      | 2012        |
| Sport Áncash                    | Perú      | 2013        |

### Como asistente técnico
| Club             | País | Año  |
| ---------------- | ---- | ---- |
| Unión Huaral     | Perú | 2015 |
| Sport Chavelines | Perú | 2021 |
| Atlético Grau    | Perú | 2021 |
| Unión Comercio   | Perú | 2022 |

### Como entrenador
| Club                    | País | Año         |
| ----------------------- | ---- | ----------- |
| Unión Huaral            | Perú | 2015 - 2016 |
| Deportivo CIMAC         | Perú | 2019        |
| Alianza Pisco           | Perú | 2023        |
| Lolo Fernández (Puquio) | Perú | 2024 -      |

## Palmarés

### Campeonatos nacionales
| Título                    | Club                   | País | Año  |
| ------------------------- | ---------------------- | ---- | ---- |
| Segunda División del Perú | Alcides Vigo           | Perú | 1996 |
| Primera División del Perú | Universidad San Martín | Perú | 2007 |
| Primera División del Perú | Universidad San Martín | Perú | 2008 |